# Ethan Canin
Ethan Andrew Canin (Ann Arbor, 19 luglio 1960) è uno scrittore statunitense.

## Biografia
Canin è nato nella cittadina di Ann Arbor, nel Michigan da una famiglia originaria di Iowa City, dove il padre insegnava il violino alla locale università. Nei primi anni della sua infanzia insieme alla famiglia si spostò a lungo tra gli stati centrali e del nord-est degli USA per stabilirsi definitivamente a San Francisco. Si è laureato in letteratura inglese alla università di Stanford e successivamente ha conseguito un dottorato in medicina alla Harvard Medical School nel 1991.
Ha iniziato l'attività medica all'università di San Francisco e per alcuni anni ha continuato sia a scrivere sia ad esercitare la professione medica; nel 1998 ha definitivamente abbandonato la medicina e ha cominciato ad insegnare presso l'Iowa Writers' Workshop. È cofondatore del San Francisco Writers' Grotto https://web.archive.org/web/20100819114340/http://www.sfgrotto.org/ una “collective workspace community” per scrittori, film-maker ed altri artisti che operano nel campo della narrativa.

## Scritti
- Imperatore dell'aria , Arnoldo Mondadori Editore, 1989, traduzione di Annarosa Miele, ISBN 88-04-31300-5
- L'amico di New York, Piemme, 2000, traduzione di Manuela Frassi, ISBN 88-384-4739-X
- America America, Ponte alle Grazie, 2009, traduzione di Massimiliano Manganelli, ISBN 88-6220-061-7
- Portami al di là del fiume, traduzione di Francesca Valente, Ponte alle Grazie, 2010,  p. 223, ISBN 978-88-6220-074-5.

## Filmografia
- Blue River (1995)
- Emperor of the Air (1996)
- Il club degli imperatori-The Emperor's Club (2002)
- Beautiful Ohio (2006)
- The Year of Getting to Know Us (2008)

## Riconoscimenti
- 2010 Guggenheim Fellowship
- The California Book Award/Gold Medal in Literature (1994)
- National Endowment for the Arts Fellowship (1987 & 1996)
- The Lyndhurst Prize (1994-1996)
- Henfield/Transatlantic Review Prize (1987)
- The Houghton Mifflin Literary Fellowship (1986)